# Ош (Киргизстан)
Вижте пояснителната страница за други значения на Ош.
Ош (на киргизки: Ош) е град в Киргизстан. Със своите 260 000 жители (2018 г.) е вторият по население град в страната след столицата Бишкек.

## История
Основан е през 9 век. Получава статут на град през 1876 г.

## География
Разположен е в източната част на Ферганската долина на река Ак Буура.
Градът е център на Ошка област, но същевременно с това има самостоятелен административен статут в Киргизстан и заедно със столицата Бишкек са градове на централно (републиканско) подчинение.

## Побратимени градове
- Истанбул, Турция
- Санкт Петербург, Русия
- Джида, Саудитска Арабия